# Steve Gadd
Stephen Kendall Gadd (Rochester, 9 aprile 1945) è un batterista statunitense.
Considerato uno dei più influenti di tutti i tempi,
è conosciuto soprattutto per la sua raffinatezza e gusto oltre alla sua notevole capacità tecnica, per il suo lavoro come uno dei più richiesti e pagati session man e per la sua partecipazione a moltissimi dischi di successo.
Ha lavorato con artisti tra i quali Eric Clapton, David Gilmour, Paul McCartney, Pino Daniele, i Bee Gees, Paul Simon, Simon & Garfunkel, Steely Dan, Al Jarreau, Joe Cocker, Stuff, Bob James, Michel Petrucciani, Chick Corea, Jim Hall, Michael Brecker, James Taylor, Jim Croce, Eumir Deodato, Eddie Gomez, The Manhattan Transfer, Michał Urbaniak, Steps Ahead, Al Di Meola, Tomo Fujita, Manhattan Jazz Quintet, Richard Tee, Sandro Ravasini e tanti altri.
La rivista Rolling Stone lo ha posizionato al 24º posto nella classifica dei migliori batteristi della storia e nel 1984 è stato introdotto nella Modern Drummer Hall of Fame.

## Biografia
Steve Gadd è originario di Irondequoit, un sobborgo di Rochester, NY. A tre anni il piccolo Steve riceve in regalo dallo zio Eddie, batterista dell'esercito americano, un paio di bacchette e un piccolo pezzo di legno circolare che usava come "tamburo muto" per esercitarsi.
All'età di 7 anni viene incoraggiato dallo zio a prendere lezioni di batteria. Gadd dimostra presto il suo talento; a tal punto che, a 11 anni, ha modo di suonare al fianco del celebre trombettista Dizzy Gillespie.
Dopo il diploma alla Irondequiot's Eastridge High School, Gadd, già considerato un prodigio del suo strumento, entra alla Manhattan School of Music dove rimane due anni, quindi si trasferisce alla Eastman School of Music di Rochester dove suona con l'orchestra della scuola. Di notte ha spesso modo di suonare nei club con altri giovani musicisti tra i quali Chick Corea, Joe Romano, Frank Pullara. Dopo aver finito il college, verso la fine degli anni sessanta, suona regolarmente con Chuck Mangione e con suo fratello Gap Mangione, ed insieme a quest'ultimo registra il suo primo disco: "Diana in the Autumn Wind" (1968).
Successivamente Gadd viene reclutato nell'esercito dove rimane per tre anni suonando nella banda principale del US Army e dove ha modo di perfezionare ulteriormente la sua tecnica.
Nel 1972 si trasferisce a New York dove inizia a suonare in un trio con Tony Levin e Mike Holmes. Nel frattempo inizia a lavorare con costanza come musicista di studio diventando uno dei più ricercati e richiesti batteristi.
Entra nei Return To Forever di Chick Corea (con il quale collaborerà spesso), ma tante sono le richieste per averlo come session man, che, non potendo seguire il gruppo nei tour, decide di lasciarlo senza aver inciso nessun disco.
Dirà Chick Corea: Ogni batterista vorrebbe suonare come Steve Gadd perché lui suona in modo perfetto.
Tra gli anni settanta e ottanta suona con Paul Simon (con il quale realizza la celebre e particolare base ritmica di "50 Ways To Leave Your Lover"), con il gruppo di Al Di Meola, con gli Steely Dan, ancora con Chick Corea (sia nel quartetto acustico che in quello elettrico) e in decine di dischi rock, pop e jazz senza dimostrare alcun problema di scelta di genere o tecnica percussiva.
È abbastanza elevata la probabilità che, ascoltando uno dei dischi di maggior successo degli anni settanta e ottanta, ci si trovi ad ascoltare la batteria di Steve Gadd.
È stato il pioniere dei video didattici, nel 1984 pubblica il primo video didattico "Steve Gadd Up Close" prodotto dalla DCI music riscuotendo un enorme successo seguito poi a distanza di un anno da "In Session" con illustri musicisti quali Jorge Dalto, Eddie Gomez, Richard Tee e Will Lee. Questa strada è stata poi percorsa da altri illustri suoi colleghi come Steve Smith, Billy Cobham, Dave Weckl, Simon Phillips.
Nel 2011 fonda un proprio gruppo, The Gaddabouts, con la partecipazione della cantante Edie Brickell, del chitarrista Andy Fairweather-Low e del bassista Pino Palladino. Il progetto ha portato alla pubblicazione di due album, l'omonimo del 2011 e Look out Now dell'anno seguente.

## Strumentazione

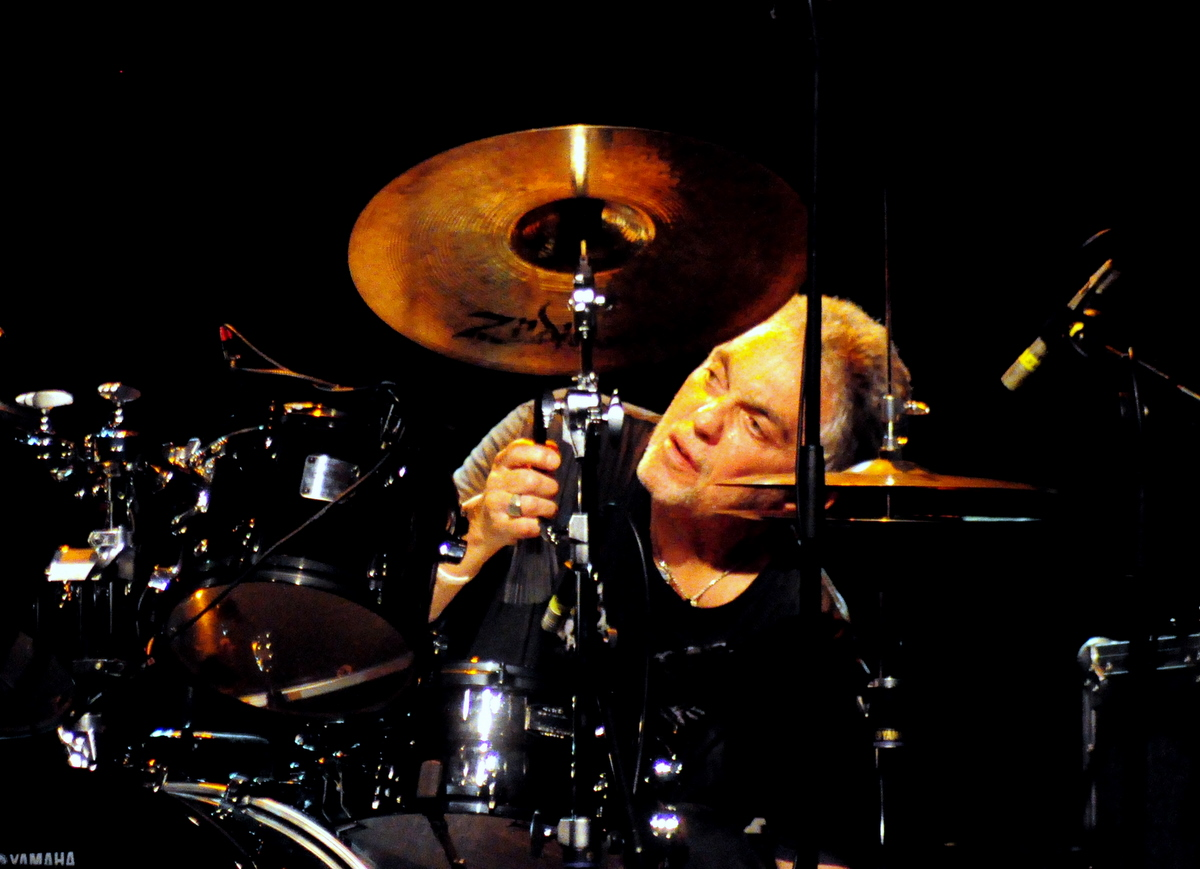
Steve Gadd nel 2010

Steve Gadd è stato uno dei primi endorser Yamaha (che lui suona dal 1976), È stato anche famoso per aver utilizzato la Yamaha Recording Custom, ma recentemente ha adottato un set particolare con i toms in betulla e con la grancassa in acero. Ha anche diversi rullanti firmati (in acero, betulla, acciaio) ma il suo rullante più famoso (che è possibile ascoltare nel brano "50 Ways To Leave Your Lover" di Paul Simon) è un Ludwig Supraphonic. Come piatti Steve Gadd adotta gli Zildjian che gli ha dedicato una serie chiamata K Custom Session.
Gadd ha anche delle bacchette Vic Firth che portano la sua firma. Esse sono verniciate nere, molto leggere, sottili ed hanno la punta color legno naturale. Esiste anche un modello con la punta in nylon. Esse sono leggermente più corte (40 cm) di una normale American Classic 5A ed hanno un diametro di 1.4 cm. Esiste anche un modello di spazzole che porta la firma di Steve Gadd.

## Curiosità
- Da ragazzino negli anni cinquanta, Gadd suonò la batteria come guest star nel Mickey Mouse Show.
- Gadd è stato lodato da Paul Simon per avere creato il famoso ritmo di "50 Ways to Leave Your Lover".[senza fonte]
- Steve Gadd è l'ideatore dei timpani sospesi, al posto di quelli con gambe. Lui chiese alla YAMAHA di volere dei tom delle stesse dimensioni dei timpani, ma sospesi e la YAMAHA sperimentò molte alternative fino ad arrivare, grazie a Gadd, a costruire l'asta per timpani sospesi, per realizzare l'idea dei 14,15 e 16 in sospensione e non più timpani con gambe.
- Gadd è il batterista del disco di Van McCoy "The Hustle" e si dice che sia stato lui il creatore del "disco beat".[senza fonte]
- Gadd discende da una famiglia di origine siciliana, il cognome della mamma è Deliberti e proviene da Palermo.
- I batteristi preferiti di Steve Gadd sono: Gene Krupa, Buddy Rich, John Bonham, Louie Bellson, Elvin Jones, Tony Williams, Billy Cobham, Jack DeJohnette.

## Discografia essenziale

### Con Pino Daniele
- Ferryboat
- Schizzechea with love

### Con Al Di Meola
- Tour de Force (1982)